# Nippolachnus
Nippolachnus  (лат.) — род тлей из подсемейства Lachninae (Lachnini). Восточная и Юго-Восточная Азия (Индия, Китай, Корея, Япония).

## Описание
Мелкие насекомые, длина 2,6—5,5 мм.
Ассоциированы с растениями Eriobotrya, Pyrus, Raphiolepis umbellata, Sorbus alnifolia, Castanea crenata, Betula platyphylla и различных Rosaceae
.
- Nippolachnus bengalensis Basu & Hille Ris Lambers, 1968
- Nippolachnus himalayensis (van der Goot, 1917)
- Nippolachnus piri Matsumura, 1917